# 9649 Junfukue
9649 Junfukue eller 1995 XG är en asteroid i huvudbältet som upptäcktes den 2 december 1995 av den japanska astronomen Takao Kobayashi vid Ōizumi-observatoriet. Den är uppkallad efter Jun Fukue.
Asteroiden har en diameter på ungefär 3 kilometer.